# Hausera
Hauseraはプラナリアの属の一つである。Hausera hauseri 1種のみが属し、属名、種小名は共に扁形動物の研究者だったJosef Hauserへの献名である。南アメリカの地下環境から初めて発見された地下水棲三岐腸類 (Cavernicola) である。

## 形態
全長7.5ミリメートル、幅2ミリメートル。咽頭は0.9ミリメートルで、生殖口と共に体の後半1⁄3程度の場所に位置する。眼はないが、体の前端から140マイクロメートル程度の位置に繊毛の生えた1対の感覚器官がある。消化管は脳の付近まで伸び、生殖腸管によって生殖系と繋がる。精巣小胞は体の縁に散在する。脳は体の前端から0.6ミリメートル程度の場所に位置し、その直後に卵巣がある。体色は無色である。

## 分布
ブラジル、Felipe GuerraのLagedo do Rosário洞窟系に属するCrotes洞窟を流れる永久河川で発見された。流れの幅は10センチメートル、深さは15センチメートルだった。